# Lansdowne (Virginia)
Lansdowne es un lugar designado por el censo (en inglés, census-designated place, CDP) situado en el condado de Loudoun, Virginia  (Estados Unidos). Según el censo de 2020, tiene una población de 12 427 habitantes.
La localidad surgió como una comunidad planificada.
Está ubicada a 51 km al noroeste de la ciudad de Washington, a orillas del río Potomac.
Forma parte del área metropolitana de Washington.

## Demografía
Según el censo de 2020, el 62.99% de los habitantes son blancos, el 7.86% son afroamericanos, el 0.23% son amerindios, el 17.28% son asiáticos, el 0.06% son isleños del Pacífico, el 2.21% son de otras razas y el 9.37% son de una mezcla de razas. Del total de la población, el 7.26% son hispanos o latinos de cualquier raza.